# اوقروبلاغ
اوقروبلاغ (به لاتین: Oğrubulaq) یک منطقه مسکونی در جمهوری آذربایجان است که در شهرستان جلیل‌آباد واقع شده‌است. اوقروبلاغ ۲۴۱ نفر جمعیت دارد.